# Taynara Wolf

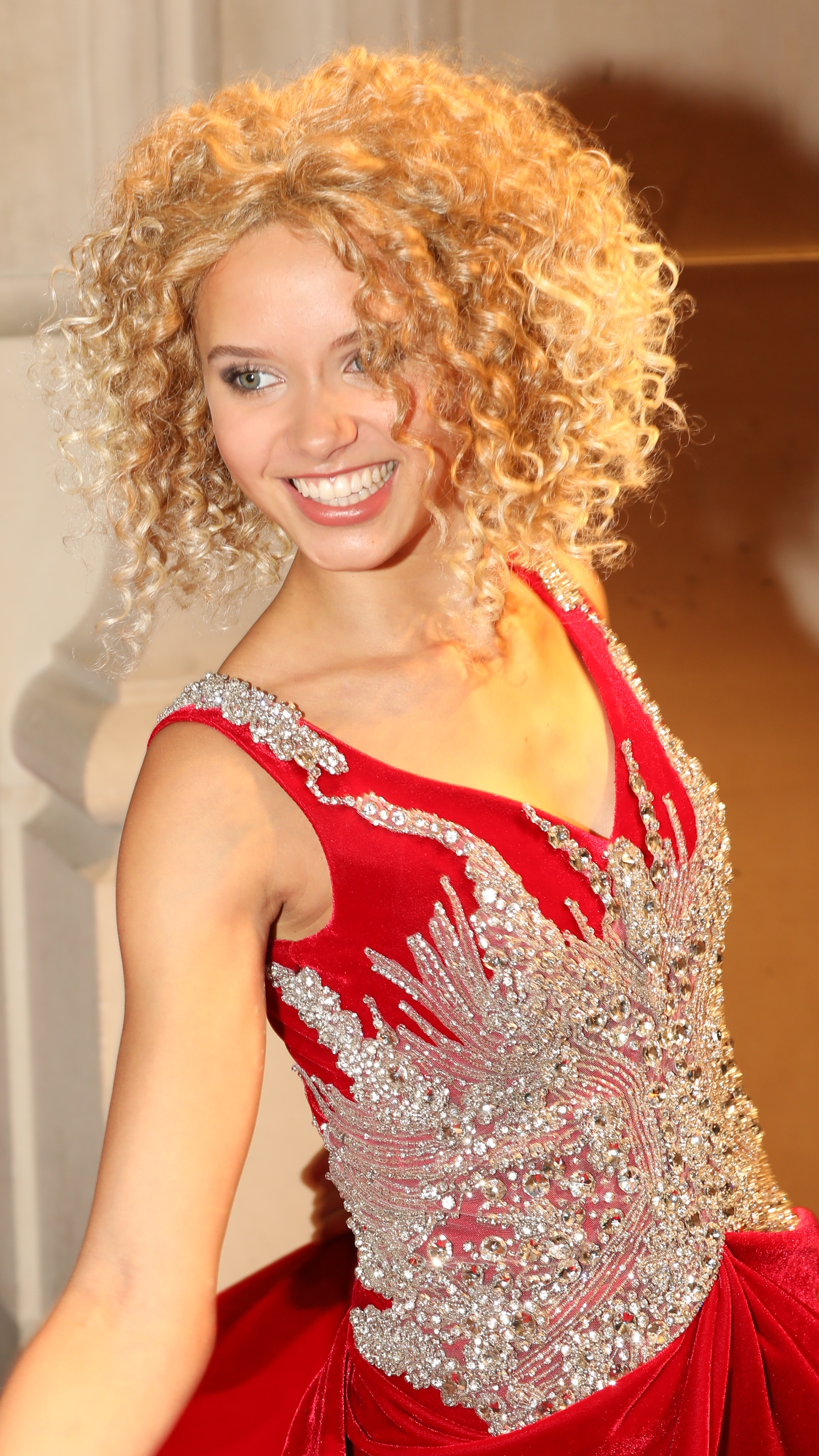
Taynara Wolf (2017)

Taynara Joy Silva Wolf (* 28. September 1996 in Offenbach am Main, bürgerlich Taynara da Silva Wolf, auch Taynara Silva-Wolf) ist eine deutsche Schauspielerin, Tänzerin und Model. Bekanntheit erlangte sie durch die Teilnahme an der 11. Staffel der Castingshow Germany’s Next Topmodel.

## Leben
Mit sechs Jahren zog die Halbbrasilianerin mit ihrer Familie von Hessen nach Stadtlohn. Sie tanzt seit ihrem zehnten Lebensjahr. Ab 2012 gab sie bei der DJK Eintracht Stadtlohn Tanzunterricht.
2016 nahm sie an der 11. Staffel der Castingshow Germany’s Next Topmodel teil und belegte im Finale den 5. Platz. Während ihrer Teilnahme war sie auf dem Cover vom Indie-Magazine zu sehen und lief auf der Shanghai Fashion Week. Im Kinofilm Tal der Skorpione übernahm sie eine Nebenrolle. Als Schauspielerin bekannt wurde sie als „Ines Fischer“ in der Sat.1-Seifenoper Alles oder nichts. Beim ProSieben-Magazin taff übernahm sie 2018 als Protagonistin das Reiseformat „Betty goes …“ von ihrer Model-Vorgängerin Betty Taube. Im gleichen Jahr ließ sie sich für die August-Ausgabe des deutschen Playboy fotografieren. In der RTL-Serie Der Lehrer spielt sie eine Schülerin.

## Fernsehauftritte
- 2016: Germany’s Next Topmodel (Castingshow) (ProSieben)
- 2016: Deutschland tanzt (Tanzshow) (ProSieben)
- 2016–2017: Berlyn (Doku-Serie) (RTL II)
- 2018: taff – Taynara goes Jamaica (Wochenserie) (ProSieben)
- 2018–2019: Alles oder Nichts (Fernsehserie) (Sat.1)
- 2019: taff – Taynara goes Mexico (Wochenserie) (ProSieben)
- 2019: taff – Karneval in Rio de Janeiro mit Model Taynara (zweiteilig) (ProSieben)
- 2019: taff – Taynara in Rio de Janeiro (zweiteilig) (ProSieben)
- 2019: Tatort: Das Monster von Kassel
- 2020: SOKO München: Endstation (Fernsehserie) (ZDF)
- 2020–2021: Der Lehrer (Fernsehserie) (RTL)
- 2024: Pumpen  (Fernsehserie) (ZDF)
- 2024: Der Palast (Fernsehserie) (ZDF)